# Mesz Ajnak
Mesz Ajnak (pastu nyelv) / újperzsa nyelv: مس عينک, jelentése: "kis rézforrás"), más néven Mis Ainak vagy Mis-e-Ainak, 40 km-re  délkeletre Kabultól, Afganisztán egy kopár régiójában található Logar tartományban. Mesz Ajnakon van Afganisztán legnagyobb rézlelőhelye, mintegy 11 és fél millió tonna kiaknázatlan rézérccel, valamint egy ősi település maradványai, több mint 400 buddhaszoborral, sztúpával és egy 40 hektáros kolostorkomplexummal. A régészek egy 5000 éves  bronzkori hely maradványait is felfedezték  a buddhista szint alatt.
Mesz Ajnak területén  hatalmas kiterjedésű buddhista építmények,  kolostorok, lakóépületek  és kereskedelmi célú területek találhatók. A lelőhelyen a bronzkorból származó tárgyak is előkerültek és néhány feltárt műtárgy több mint háromezer éves is lehet. A helyszín a selyemút mentén fekszik, a feltárások Kínából  és Indiából származó leletek változatos együttesét hozták napvilágra. Mesz Ajnak lakosainak gazdagságát szemlélteti a térség hatalmas mérete. Az afgán kormányzatnak a telephely alatti réz feltárására vonatkozó tervei  inkább a hely pusztulásához, mintsem megőrzéséhez vezethetnek. A régészek nagy erőfeszítéssel dokumentálják a helyszínen feltárt emlékeket, amelyet a bányaművelés mellett a fosztogatók is veszélyeztetnek.

## Története

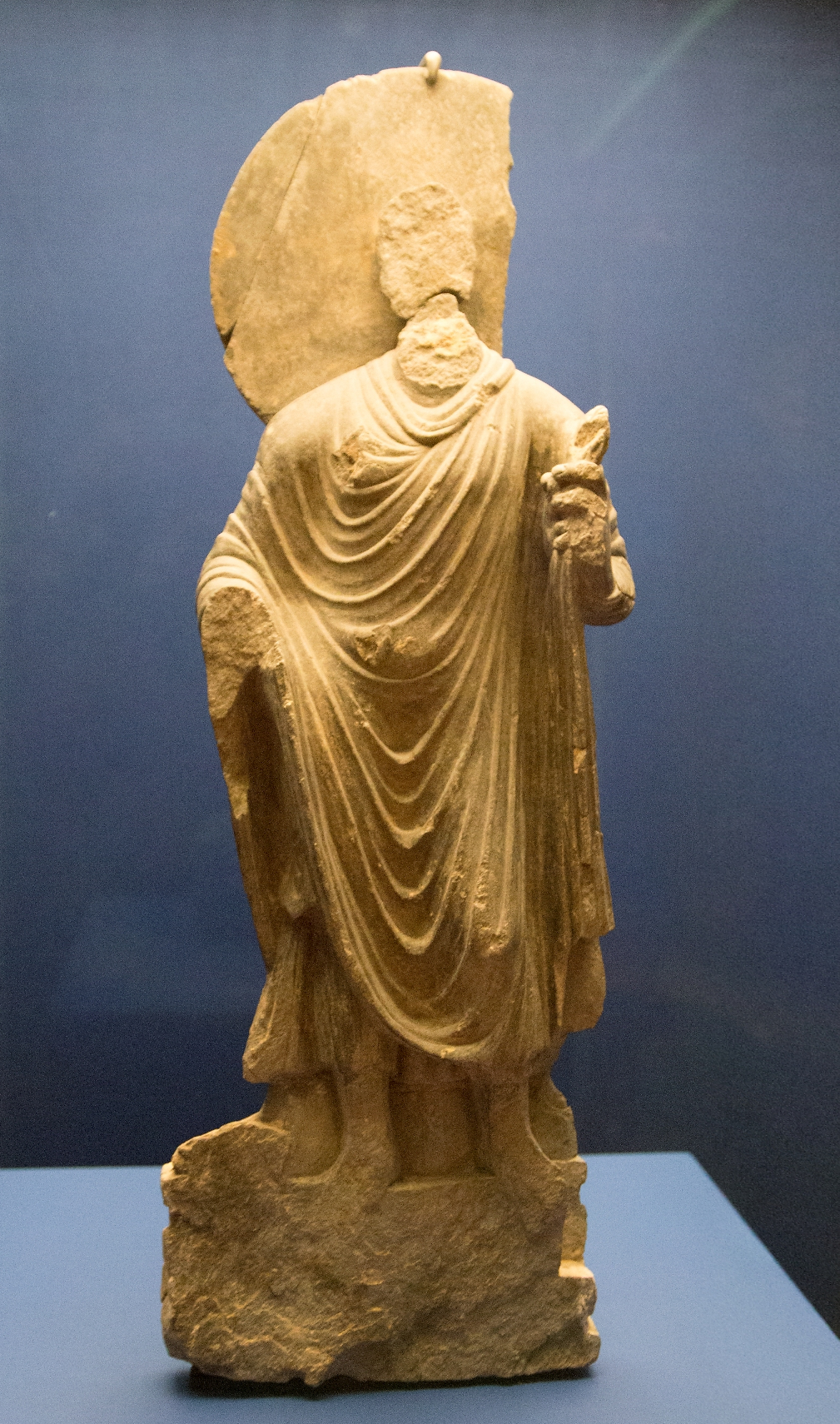
Buddha-szobor Mesz Ajnakból, 3. – 4. század

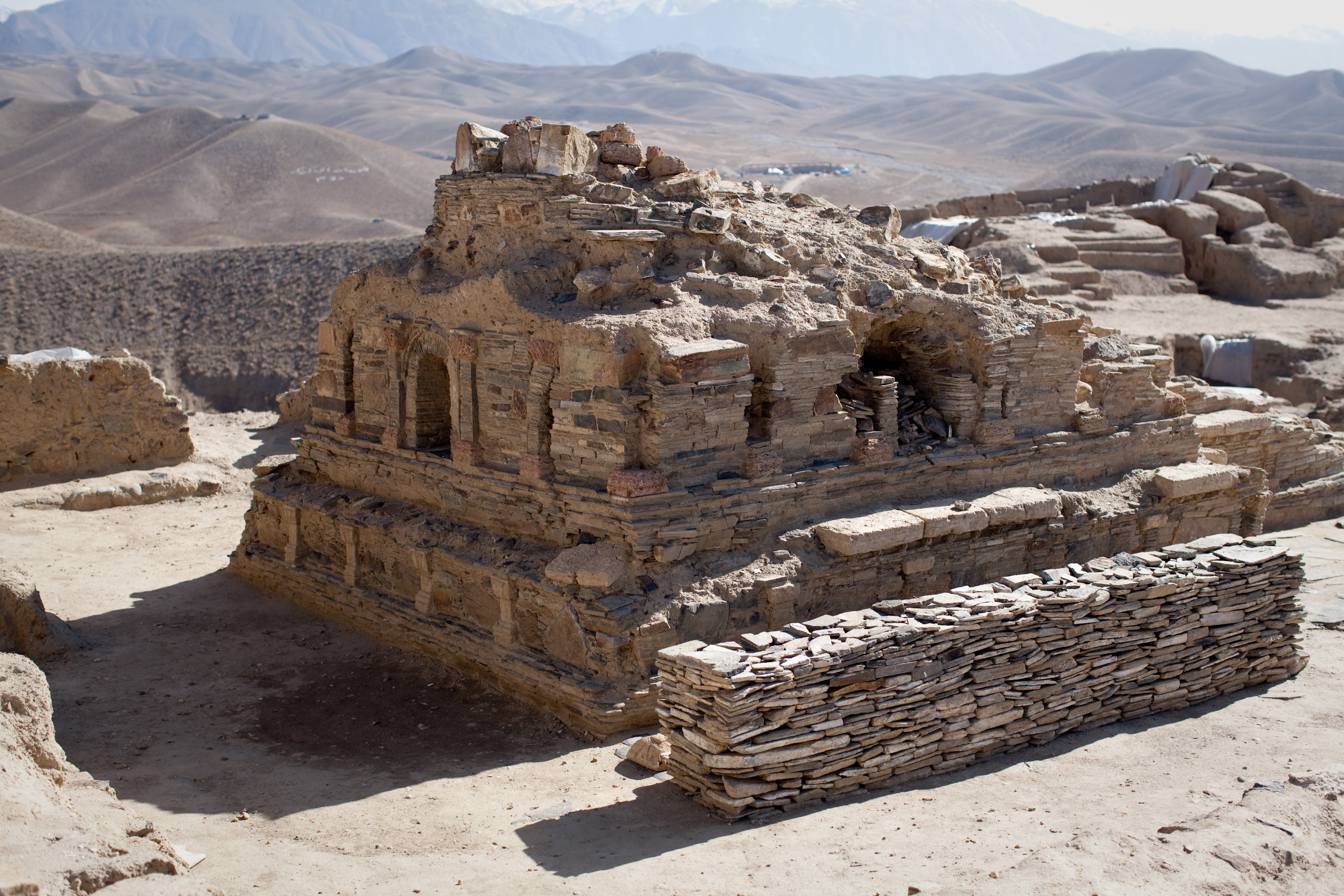
Buddhista sztupa

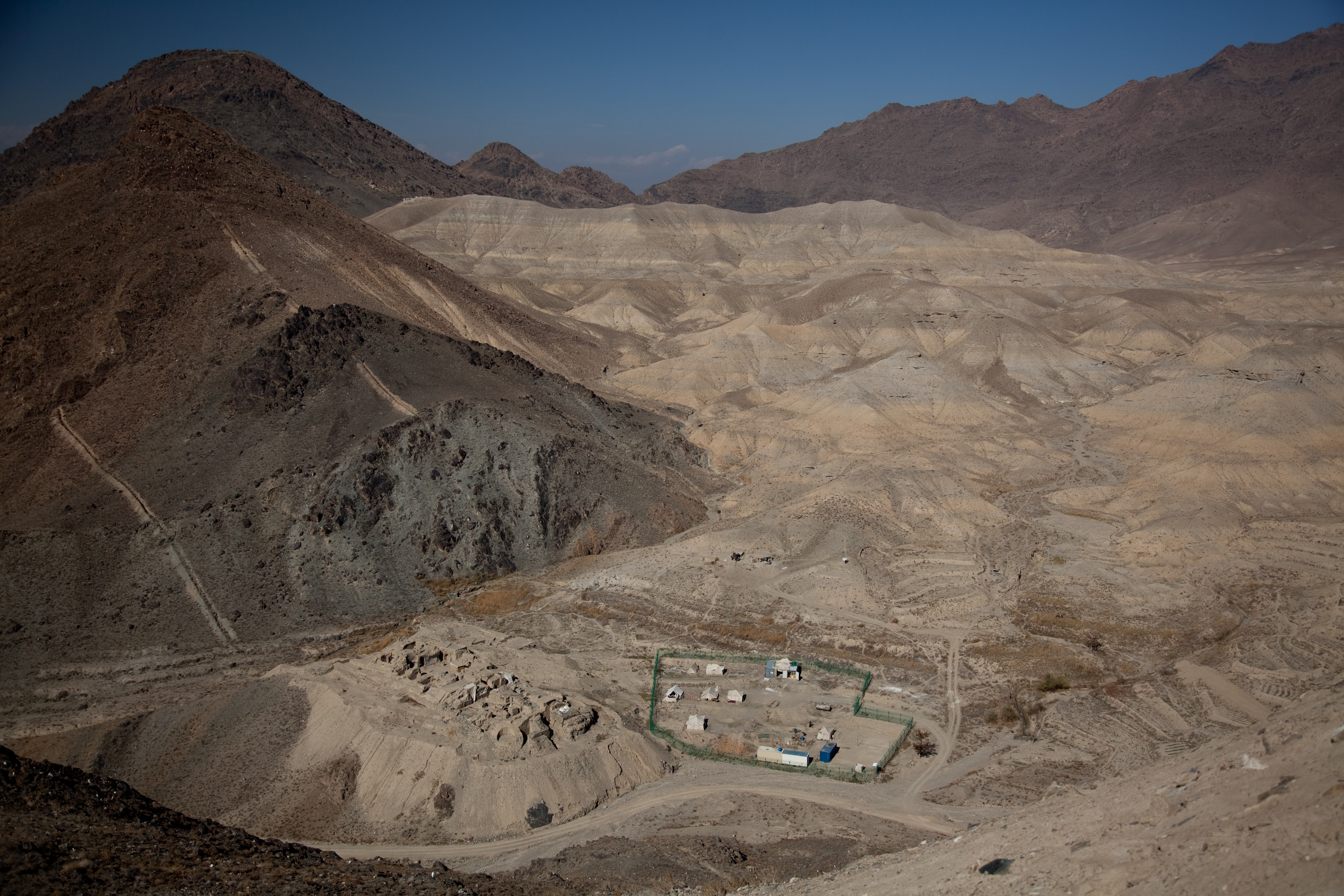
Régészeti tábor

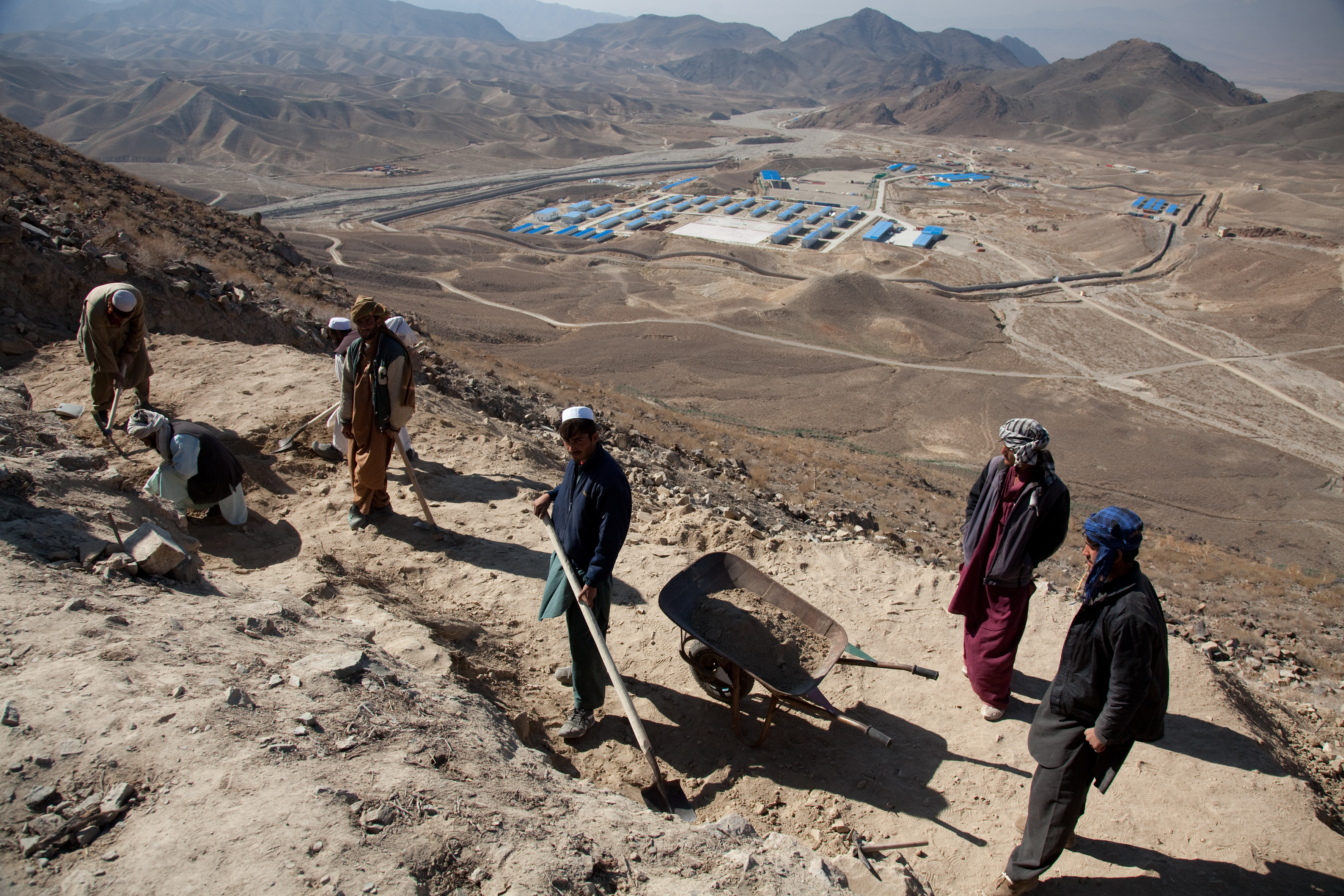
Egy Buddhista monostor feltárása

A 10. században a várost Brahman Sahi, Kabul királya igazgatta. A gaznavida invázió során a várost  a hódítók leigázták és felégették.  A település  elpusztítása után a  gaznavidák számára már könnyű volt átjutni a Hindukuson, és megtámadni India fő erődjeit.
Mesz Ajnak polgárai  egyformán követték a buddhista és a hindu tanításokat. Ahogy a neve is sugallja, a réz jelenléte a területen már régóta  ismert,  a 3. században ipari méretekben olvasztották a keresett ércet. A hely régészeti gazdagságáról az orosz és afgán geológusok 1973 – 1974-es felfedezése óta van tudomásunk. A legkorábbi buddhista maradványok a Kusán-korszakból származnak, bár ezek fokozatosan helyet adtak  kínai és ujgur hatásoknak. Mesz Ajnak az ötödik és hetedik század között volt fejlődése  csúcspontján. A nyolcadik században lassú hanyatlásnak indult, és a települést végül 200 évvel később teljesen elhagyták.

## Bányaművelés
2007 novemberében a bánya kiaknázására 30 évre szóló  bérleti szerződést vásárolt a China Metallurgical Group (MCC)  3 milliárd dollár értékben az afgán kormánytól. Ez  a legnagyobb külföldi befektetés és magánvállalkozás Afganisztán történelmében. Egyes vélemények szerint az akkori bányászati miniszter  nagy összeget fogadott el a kínai vállalattól, hogy az egyéb pályázókat kizárja az üzletből.
Az afgán bányászati minisztérium becslése szerint a térség bányái  körülbelül hat millió tonna rezet tartalmaznak és a kitermelt rézmennyiség várhatóan több tízmilliárd dollár értékű lesz. Ez  munkahelyeket és jövedelmező gazdasági tevékenységeket generál az ország számára, de veszélyezteti a hely régészeti értékeit. A helyszínt egy 15 km-es útszakasz köti össze a Kabul és Gardez közötti úttal.  A bányát bérlő  tulajdonosok vasútépítést javasolnak a rézbánya kiszolgálására.
2012 júliusától fogva az MCC nem dolgozott ki környezeti hatástervet, és titokban maradtak a megvalósíthatósági tanulmányok is a bánya nyitására és bezárására vonatkozóan. Nem ismertek továbbá a  szerződésben foglalt garanciák betartásával kapcsolatos konkrét lépések sem. A nemzetközi szakértők figyelmeztetnek, hogy a projektet felfüggeszthető, mert az MCC nem tett eleget az afgán kormánynak tett ígéreteinek, például a megfelelő lakóépületek kialakításának az áthelyezett falusiak számára. A még teljesítendő beruházások közé tartozik a vasút, és a 400 megawattos erőmű amit a közeli szénbányára alapoztak. A Global Witness, a természeti erőforrások kiaknázására összpontosító független érdekképviseleti csoport jelentése szerint „nagy rés van” a kormány átláthatósági ígérete és annak megvalósítása  között.

## Régészeti örökség
Mesz Ajnak jelentős történelmi örökség. Philippe Marquis francia régész szerint, aki 2009 és 2014 között az ásatásokat vezette, a selyemút mentén az egyik legfontosabb terület volt ez a térség fénykorában. Az eddigi feltárások alapján úgy tűnik, hogy 19 különálló régészeti lelőhely található a völgyben, köztük két kis erőd, egy fellegvár, négy erődített kolostor, több buddhista sztúpa és egy zoroasztriánus tűztemplom, valamint ősi rézkohók, olvasztóműhelyek, pénzverde és bányásztelepek. A már azonosított buddhista kolostorok és egyéb buddhista leletek mellett Mesz Ajnak a korábbi civilizációk maradványait is őrzi, amelyek valószínűleg i. e. 3. század előttre nyúlnak vissza. A történészeket különösen izgatja az a kilátás, hogy ennek a helynek a feltárásával többet megismerhetnek a kohászat és a bányászat korai tudományáról. Ismertek érmék, üveg és ezek készítéséhez szükséges eszközök, amelyek eredete több ezer évre nyúlik vissza.
Mindezt a leletanyagot fenyegeti a területet érintő bányászati törekvés. A sajtóban elhangzott negatív jelentésekre reagálva, amelyekben a kínai bányászati társaságot összehasonlították azokkal, akik elpusztították a Bámiján-völgy buddháit, a minimális régészeti ásatások tervét elkészítették. Ez a terv továbbra is számol a telephely megsemmisítésével, de lehetővé teszi, hogy bármilyen tárgyat eltávolíthasson a területről egy kis régészeti csapat, amelyet a DAFA, az afganisztáni francia régészeti misszió vezet.
2010. május és 2011. július között a régészek mintegy 400 leletet ástak ki.  A terület nagyjából 400 000 négyzetméter, különálló kolostorokat és egy kereskedelmi területet is tartalmazott. Úgy tűnik, hogy a buddhistákat, akik majdnem két évezreddel ezelőtt kezdték el a terület rendezését, a réz jelenléte inspirálta. 2010-ben találtak egy kőszobrot, amelyet  Sziddhártha herceg ábrázolásaként azonosítottak, készítése a buddhizmus helyi jelenléte előtti időszakra datálható. Felmerült az a lehetőség, hogy itt ősi szerzeteskultusz volt Sziddhártha megvilágosodás előtti életének szentelve.
2012 júniusában a geológia, a bányászat, a régészet, a történelem és a gazdasági fejlődés szakértőinek konferenciáját tartották Washingtonban, ahol  Mesz Ajnak helyzetének felmérése volt a téma. Az akkori megállapítások óvatosan biztatóak voltak: mivel a bányászat ténylegesen megkezdődhet a helyszínen (körülbelül öt éven belül), lehetséges a régészek és a bányászati mérnökök közötti együttműködés Mesz Ajnak kulturális kincseinek megmentése érdekében. A helyszín az ásványkinyerés pozitív modelljévé válhat a kulturális örökség megőrzését tekintve, de helyrehozhatatlan kudarc is lehet. Először azonban számos, jelenleg még nem létező intézkedést kell meghozni.

## A legújabb fejlemények
Az Egyesült Államok kabuli nagykövetsége millió dolláros katonai támogatást nyújtott a buddhista emlékek megmentésének elősegítésére.  2013 júniusától 67 régészből álló nemzetközi csapat működik a helyszínen, köztük francia, angol, afgán és tádzsik. Körülbelül 550 helyi munkás is dolgozik itt, és számukat várhatóan  650-re növelik. Amikor ez megtörténik, Mesz Ajnak lesz a világ legnagyobb régészeti mentőakciója. A személyzetet száznál több őrhelyen 200 fegyveres őr védi, akik számát rfokozatosan 1500-ra szándékoznak emelni.  A csapat földi behatolású radart, georektifikált fényképeket és 3D-s légi képeket használ a romok átfogó digitális térképének elkészítéséhez.
A mentési munka a nehézségek ellenére 2014. júniusától folytatódik. Mintegy  10 nemzetközi szakértő dolgozott a helyszínen, és nem kevesebb, mint 20 afgán régész dolgozik a leletmentésen Kabul Régészeti Intézetében. Hét tádzsik régészből álló csapat is segített. Marek Lemiesz, a helység vezető régésze azt mondta, hogy további segítségre van szükség. A biztonság szintén aggodalomra ad okot.
Sietni kell a feltárással, hiszen a csökkenő rézárak miatt a kitermelést egyelőre késleltetik, a réz világpiaci árának emelkedése után azonban a terület pusztulása a kitermeléssel párhuzamosan felgyorsulhat.

## Dokumentumfilm az ásatásról
Brent E. Huffman rendezte a Saving Mes Aynak című dokumentumfilmet, amely a régészeti lelőhely történetét, valamint annak  veszélyes környezetét mutatja be a régészek, kínai munkások és a helyi afgánok számára. A film több szereplőt is követ, köztük Philippe Marquis-t, egy francia régészt, aki a sürgősségi mentés munkálatait vezeti; Abdul Qadeer Temore-t, afgán régészt az Afgán Nemzeti Régészeti Intézetből; Liu Wenminget, a China Metallurgical Group Corporation ügyvezetőjét; és Laura Tedescót, az United States Department of State-ben (DOS)  dolgozó amerikai régészt.
A Saving Mes Aynak dokumentumfilm premierje a 2014-es IDFA filmfesztiválon, Amszterdamban és az Egyesült Államokban, a 2015-ös  dokumentumfilm-fesztiválon került bemutatásra.

## Fordítás
- Ez a szócikk részben vagy egészben  a   Mes Aynak című angol Wikipédia-szócikk ezen változatának fordításán alapul.  Az eredeti cikk szerkesztőit annak laptörténete sorolja fel. Ez a jelzés csupán a megfogalmazás eredetét és a szerzői jogokat jelzi, nem szolgál a cikkben szereplő információk forrásmegjelöléseként.